# Pterolophia yunnana
Pterolophia yunnana är en skalbaggsart som beskrevs av Stefan von Breuning 1968. Pterolophia yunnana ingår i släktet Pterolophia och familjen långhorningar. Inga underarter finns listade i Catalogue of Life.